# Patrick Jørgensen
Patrick Jørgensen (Copenhague, 31 de mayo de 1991) es un deportista danés que compite en esgrima, especialista en la modalidad de espada. Ganó una medalla de bronce en el Campeonato Mundial de Esgrima de 2015 y una medalla de plata en el Campeonato Europeo de Esgrima de 2019.

## Palmarés internacional
| Campeonato Mundial | Campeonato Mundial    | Campeonato Mundial | Campeonato Mundial |
| Año                | Lugar                 | Medalla            | Prueba             |
| ------------------ | --------------------- | ------------------ | ------------------ |
| 2015               | Moscú (Rusia)         | Medalla de bronce  | Espada individual  |
| Campeonato Europeo |                       |                    |                    |
| Año                | Lugar                 | Medalla            | Prueba             |
| 2019               | Düsseldorf (Alemania) | Medalla de plata   | Espada por equipos |